# Frano Maroević (matematičar)
Frano Maroević (Stari Grad, 1892. – Stari Grad, 11. rujna 1974.), hrvatski kulturni radnik, profesor matematike i fizike i književnik. Stric je pomorskog pisca, publicista i književnika Frane Vinkova Maroevića.:119.

## Životopis
Rodio se je u Starom Gradu na Hvaru u poznatoj obitelji brodovlasnika i pomoraca koja je održavala trgovačke veze s mnogim sredozemnim zemljama. U rodnom gradiću završio je pučku školu. Pohađao je gimnaziju u Splitu. Studirao je u Pragu na Filozofskom fakultetu. Za splitski dnevni list Slobodu bio je dopisnik iz Staroga Grada i poslije iz Praga. Tijekom Prvoga svjetskog rata pisao je za splitski dnevnik Novo doba i još neke časopise i novine.:120. U djelima je obradio više aspekata starigradske plovidbe, pisao o drugim problemima Staroga Grada. Književnu afirmaciju dočekao je tragičnom dramom Dioklecijan.:119.

## Djela
Pisao je za mnoge časopise i novine kao što su Sloboda; Novo doba; Slobodna Dalmacija; Pomorski zbornik; Mogućnosti; Radovi Instituta JAZU i ine. Najviše je pisao o temama u svezi s rodnim mu Starim Gradom (brodovima, neobičnim zanimanjima poput strišara i inih). Godine 1922. objavio je Spomen knjigu o Petru Hektoroviću prigodom obilježavanja 350. godišnjice smrti Petra Hektorovića ((NSK)), a 1929. monografiju Stari Grad((NSK)). Godine 1970. objavio je tragediju Car Dioklecijan. Brojne novele i komedije ostale su mu neobjavljene.

## Daljnja literatura
- Buchberger, Milovan. Ugledne osobe vezane uz Stari Grad na Hvaru